# مهدي جعفري (محمدية أردكان)
مهدي جعفري (بالفارسية: مهدی جعفری) هي قرية تقع في إيران في قسم محمدیة الريفي.